# Áreas protegidas de Togo

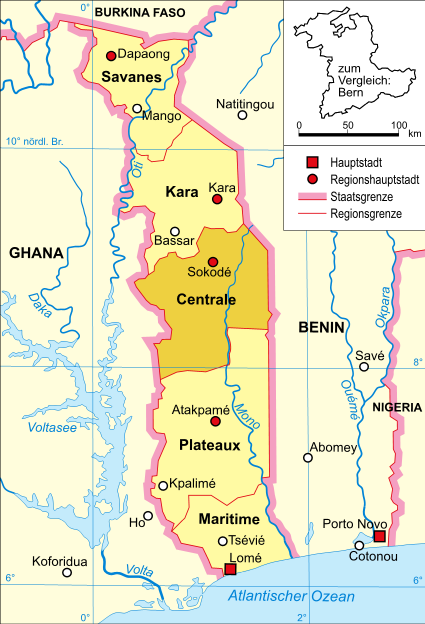
Regiones de Togo

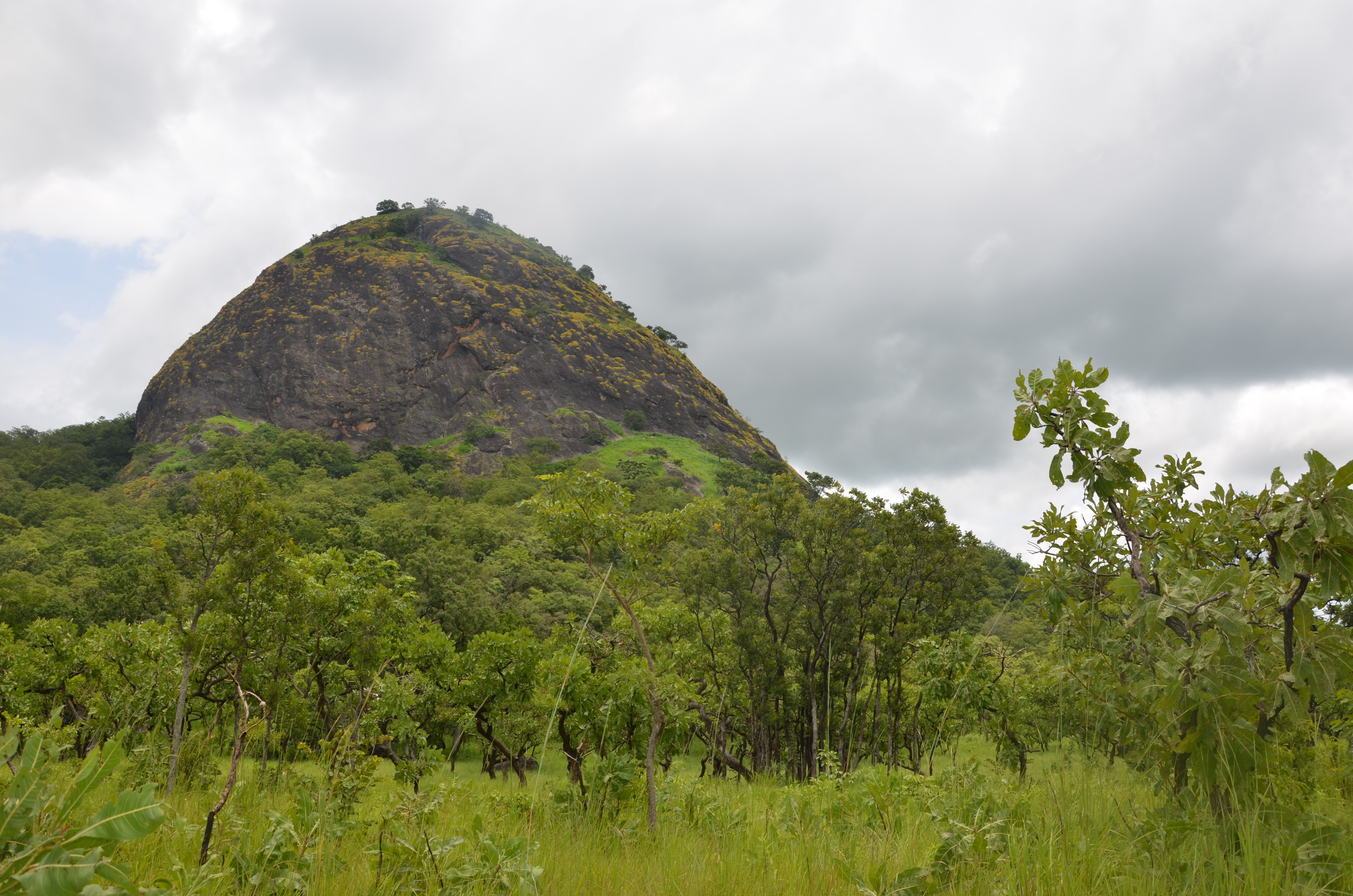
Parque nacional de Fazao Malfakassa.

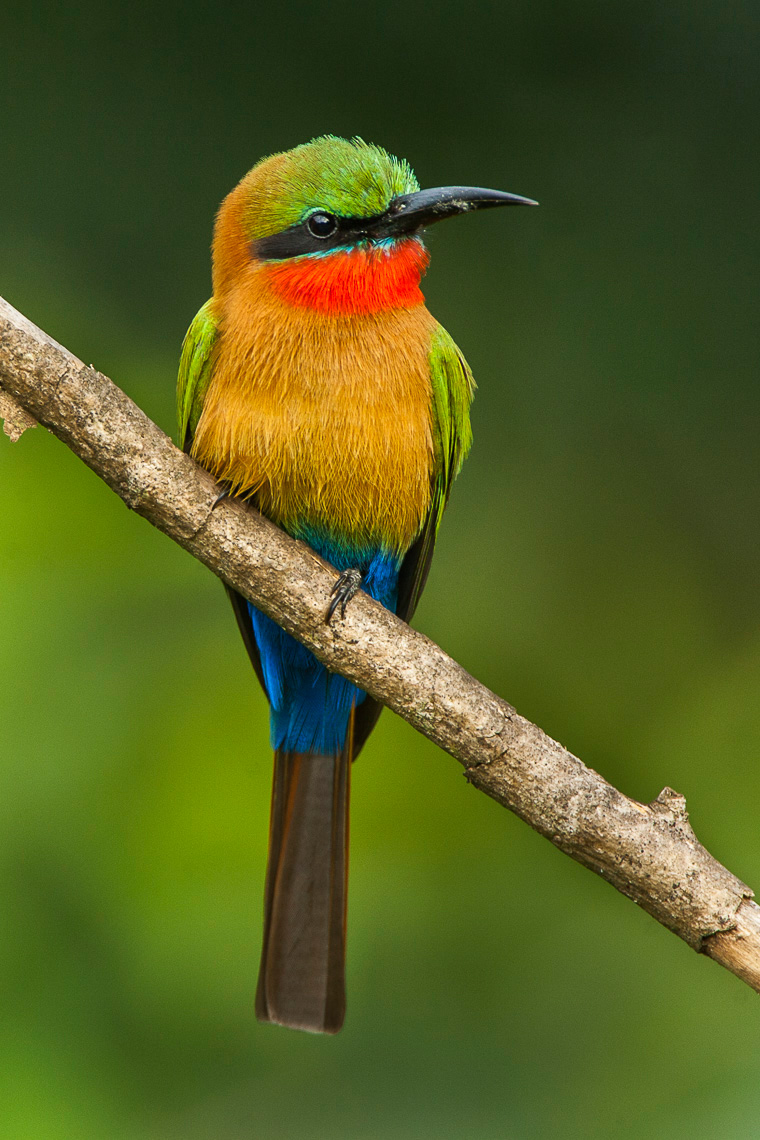
Abejaruco gorgirrojo en la Reserva de fauna del valle de Oti.

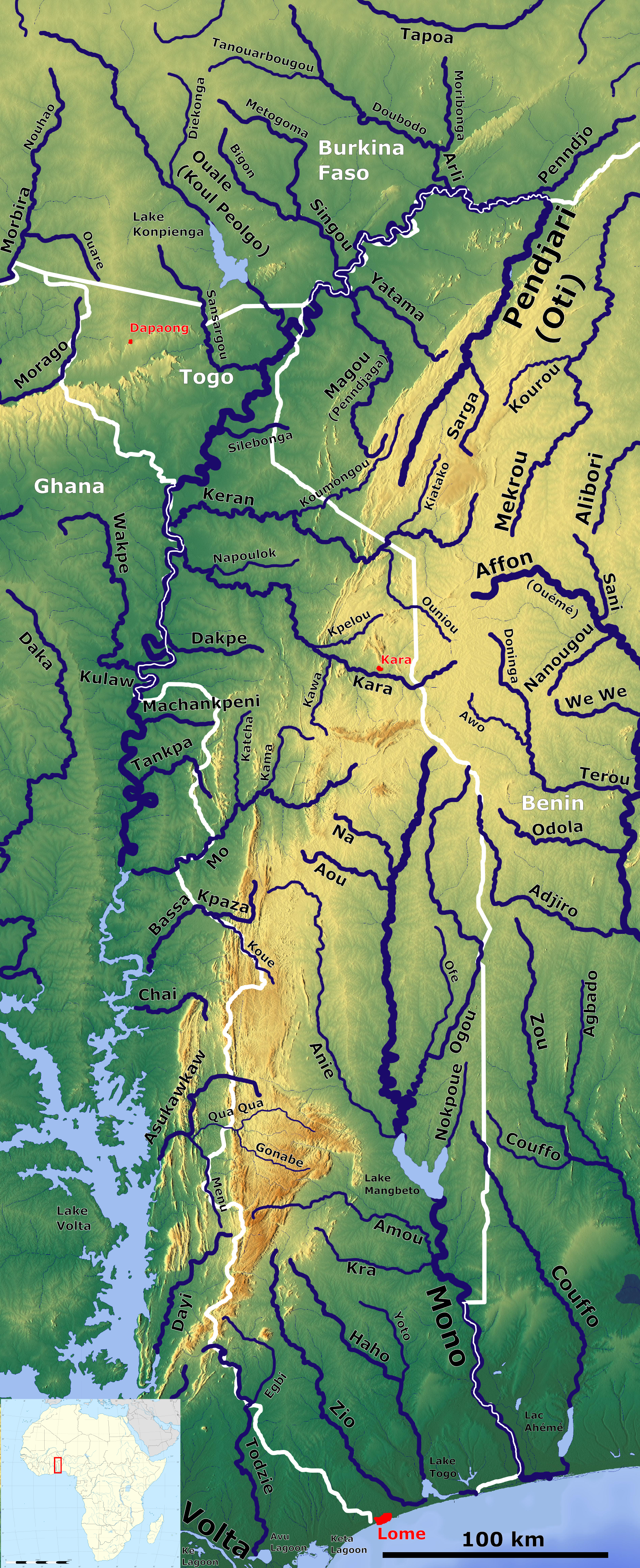
Ríos de Togo

En Togo hay 92 áreas protegidas que cubren unos 15.877 km², el 27,62% del total de 57.481 km², y 31 km² de áreas marinas, el 0,2% de los 15.521 km² que pertenecen al país. Hay 3 parques nacionales, 78 reservas forestales y 6 reservas de fauna, además de una reserva de la biosfera de la Unesco (Oti-Keran/Oti-Mandouri, de 419 km²), y cuatro sitios Ramsar.

## Parques nacionales
Los tres parques nacionales de Togo representan el 9% de la superficie del país. Dos de ellos incluyen IBAs, zonas de importancia para las aves; el tercero, la Fosse aux lions, es pequeño y tiene el valor de conservar una pequeña población de elefantes Loxodonta africana.
- Parque nacional de Fazao Malfakassa, 690 km²
- Parque nacional del Kéran, 1636 km²
- Parque nacional Fosse aux Lions, 16,5 km²

## Sitios Ramsar

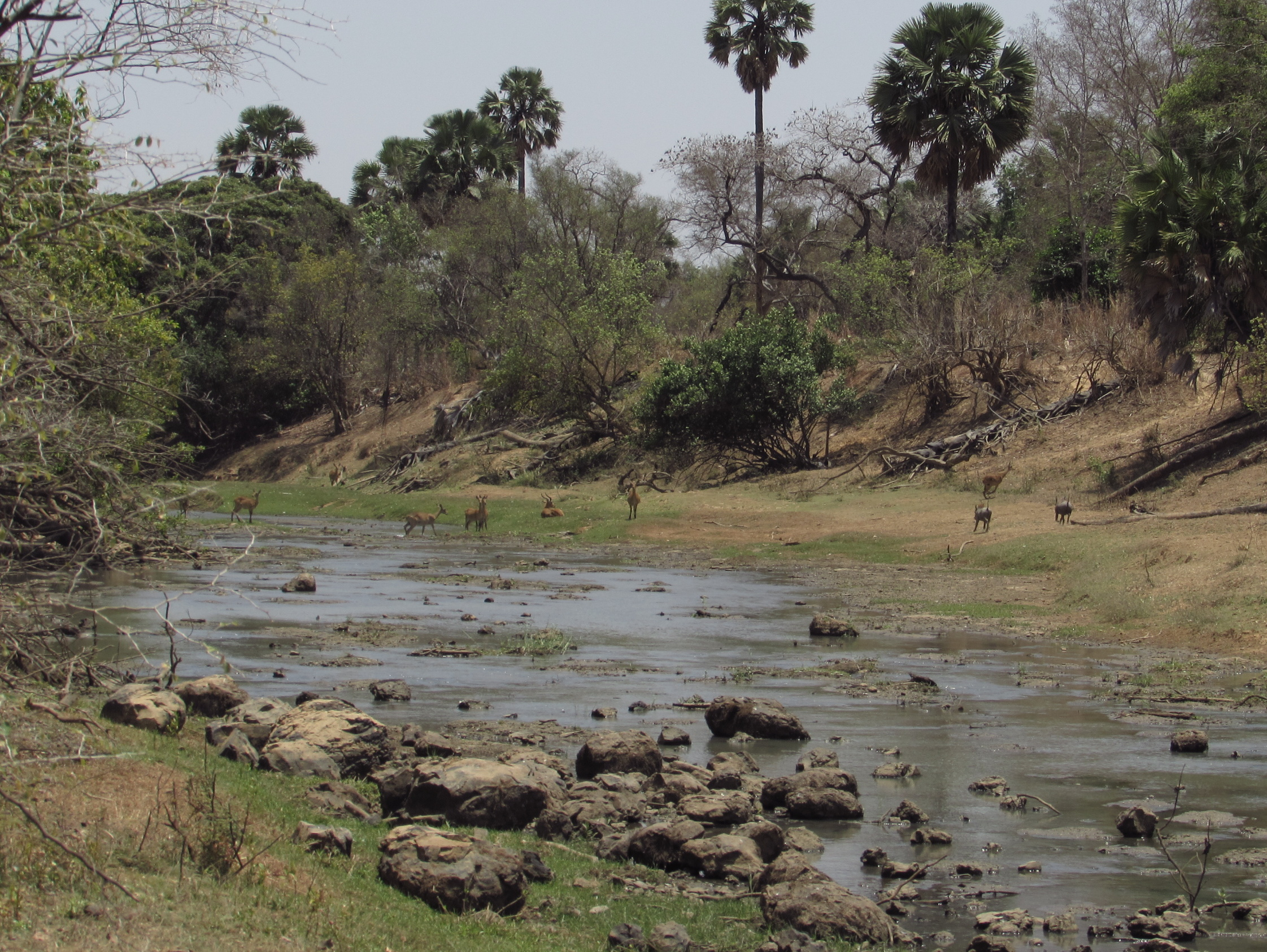
Río Oti

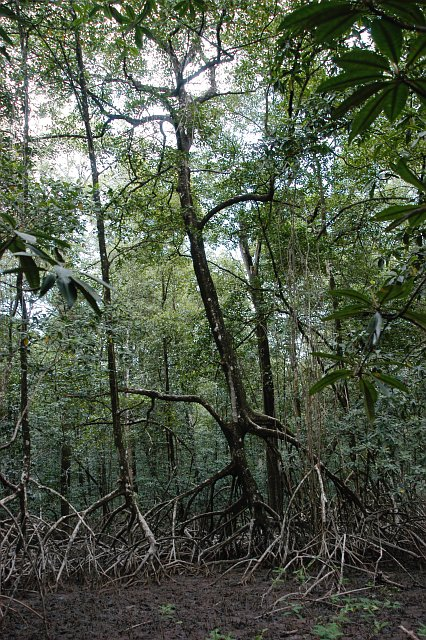
Mangle rojo Rhizophora racemosa

- Parque nacional del Kéran, 1634 km², 10°15′N 01°00′E. Sabana, claros, bosques de galería y humedales de distintos tamaños con pozas pequeñas y pantanos que albergan aves acuáticas.

- Zonas húmedas del litoral de Togo, 5910 km², 06°34′N 01°25′E. Toda la costa de Togo, con manglares naturales y artificiales dominados por Rhizophora racemosa (mangle rojo) y Avicennia germinans (mangle negro), ríos, lagos, lagunas, pantanos, pozas y una larga playa de arena, con una gran variedad de aves, mamíferos, reptiles, peces, moluscos y crustáceos. Hay especies en peligro como las tortugas marinas Chelonia mydas, Eretmochelys imbricata, Lepidochelys olivacea y Dermochelys coriacea, el manatí de África Occidental, hipopótamos, etc. La región aporta el 85% de la pesca, y se explota la madera como combustible y para la construcción, los moluscos y los crustáceos, la caza y las plantas medicinales.[3]

- Reserva de fauna de Togodo, 310 km², 06°49′N 01°40′E. Bosque caduco y semicaduco salpicado de pozas y pantanos, con aves acuáticas.

- Cuenca Oti-Mandouri, 4250 km², 10°37′N 00°37′E. Incluye la Reserva de fauna del valle de Oti, una de las cuatro IBAs (áreas de importancia para las aves) del país, con 1478 km². Reserva de fauna y complejo de ríos permanentes y temporales, como el río Oti-Mandouri y sus tributarios, bosques de galería, humedales, sabana arbolada y arbustiva. Hay 27 especies de mamíferos, 37 de peces, crustáceos, moluscos, aves y reptiles entre otros. Entre las especies vulnerables, hipopótamo y elefante africano. Entre las plantas hay baobab y un bosque sagrado llamado Tambangou (Tambaong), Toumong o Togobegue, compuesto por algunos arbustos que albergan una divinidad protectora, a 345 m de altitud, a 10.o 43.372' N y 0° 11.628' E.[4]

## Reservas de la biosfera de la Unesco
- Reserva de la biosfera de Oti-Keran/Oti-Mandouri, 1790 km², en el norte del país, con unos 16.700 habitantes y un núcleo de 419 km². Tiene una variada topografía dominada por amplios valles y vastas llanuras, con distintos ecosistemas que incluyen la sabana sudano-guineana con árboles.[5]

## Reservas de fauna
- Reserva de fauna de Togodo, 310 km². Establecida como sitio Ramsar en 1995.

- Reserva de fauna de Galangashie, 75 km²
- Reserva de fauna de Djamde, 81 km²
- Reserva de fauna de Abdoulaye, 300 km²

- Reserva de fauna de Alédjo, 7,65 km², a caballo entre la Región Central y la región de Kara. No solo protege el bosque sino también una formación geológica conocida como falla de Alédjo en las montañas Togo o Togo-Atakora, a través de las cuales se ha constriodo una carretera. Ls montañas, de unos 600 m de altura de media, se extienden desde las colinas Akwapim, en Ghana, a través de Togo y Benín. El bosque denso seco de montaña y los bosques abiertos de Isoberlinia, Anogeissus, iroco y Voacanga funtumia ofrecen un paisaje excepcional. La zona es un castillo de agua desde donde nacen la mayor parte de los ríos de la región. Los mamíferos son de pequeño tamaño, con tres especies de primates, y en los bosques hay antílope jeroglífico y duiker.[6]

- Reserva de fauna de Sirka, 10 km²

## Áreas de interés internacional para las aves (IBAs)
Hay cuatro áreas de importancia para las aves y por su biodiversidad, que ocupan un total de 5085 km². De las muchas aves migratorias del Paleártico que visitan Togo en los meses secos invernales destacan por su abundancia el avión común y el vencejo real. Hay unas 600 especies de aves registradas en Togo, de las que más de 400 anidan en el lugar, unas 180 son migratorias, 17 son aves marinas y 108 son aves acuáticas.
- Reserva de fauna del valle de Oti, 1478 km², entre 109 y 176 m de altitud, 10°35′N 00°40′E. Una extensa área de sabana que se inunda ocasionalmente a ambos lados del río Oti, estrechándose hacia el extremo noroeste del país, contra las fronteras de Benín y Burkina Faso, al sur del Parque nacional del Kéran. Bosques de galería y algunos segmentos de sabana sudanesa con Acacia spp., Combretum spp., tamarindo y datilero del desierto.

- Parque nacional del Kéran, 1636 km², entre 114 y 260 m de altitud, 10°08′N 00°41′E.

- Parque nacional de Fazao Malfakassa, 1920 km², entre 250 y 848 m de altitud, 08°40′N 00°43′E.

- Reserva forestal Misahöe, unos 50 km², entre 250 y 740 m de altitud, 06°57′N 00°35′E. En las montañas Togo, al noroeste del pueblo de Kpalimé, consiste en colinas de empinadas laderas de bosque semicaduco dominado por Antiaris africana e iroko. Tiene interés arqueológico por ser primer asentamiento de colonos alemanes, con un cementerio.